# Sportcampus Ginnheim

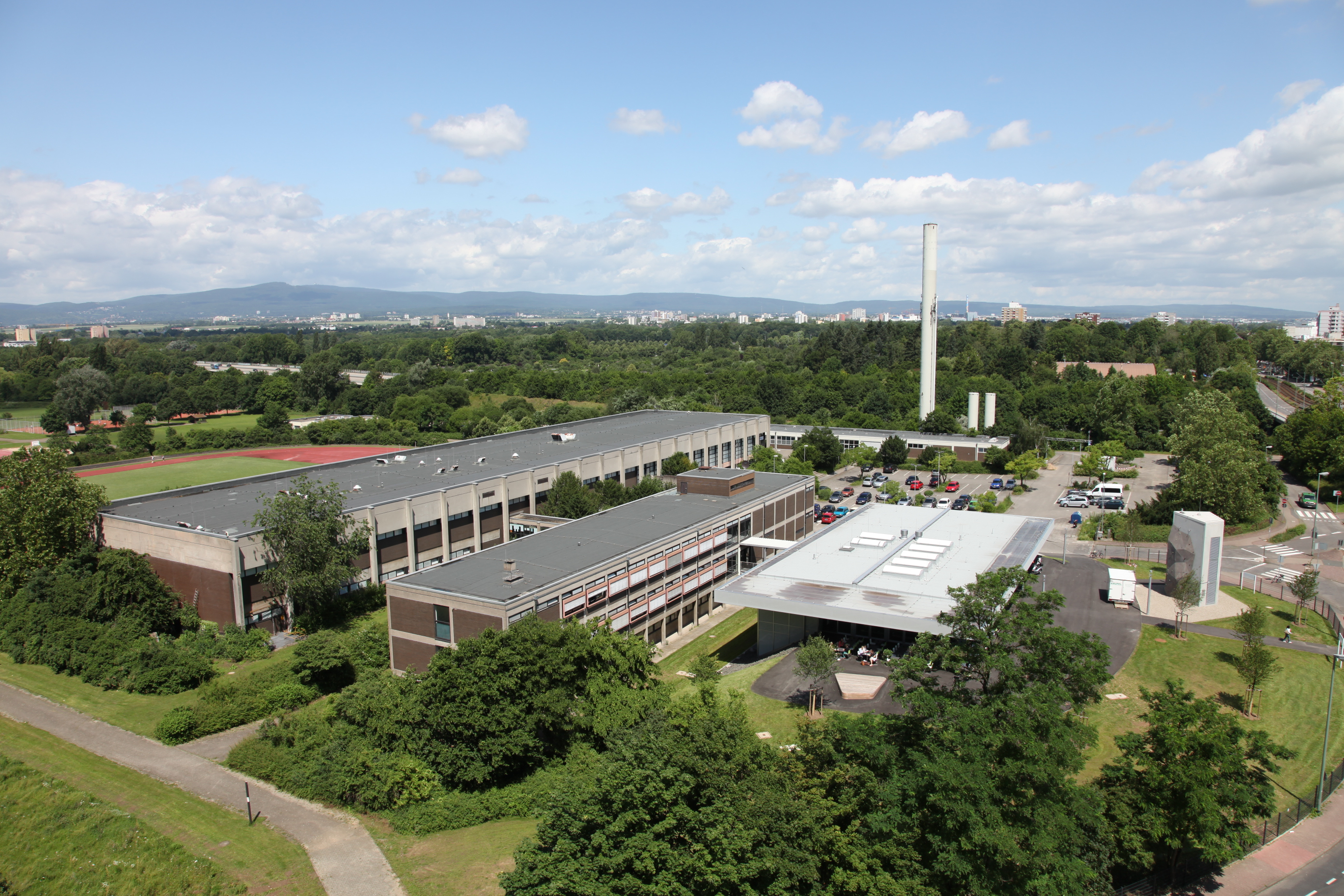
Sportcampus Ginnheim

Der Sportcampus Ginnheim in Frankfurt am Main ist eine Einrichtung der dortigen Goethe-Universität. Der Campus liegt westlich der Frankfurter Innenstadt zwischen Ginnheimer Landstraße, A66 und Niddapark. Die genaue Adresse ist Ginnheimer Landstraße 39 in Frankfurt-Bockenheim.
Der Campus besteht aus sechs Einzelgebäuden und vier Außenanlagen. Darunter das Verwaltungsgebäude, eine Sporthalle mit Seminarsälen, Akaflieg mit Technikräumen, Seminarräume mit Hausmeisterwohnung, Hochschulsport sowie dem im Jahr 2013 neu erbauten Hörsaalgebäude mit integrierter Mensa des Studentenwerks Frankfurt. Im Außenbereich stehen eine 400-Meter-Tartanbahn, ein Beachvolleyballfeld, mehrere Tennisplätze und ein Aschenfeldplatz zur Verfügung, im Innenbereich ein vollwertiges Wiesensportfeld.
Die Sportabteilung ist dem Fachbereich 05 Psychologie und Sportwissenschaften der Goethe-Universität zugeordnet. Innerhalb des Instituts für Sportwissenschaften gibt es vier Arbeitsgruppen:
- Bewegungs- und Trainingswissenschaften
- Sozialwissenschaften des Sports
- Sportmedizin
- Sportpädagogik

Auf dem Sportcampus befindet sich das Zentrum für Hochschulsport. Auf dem Campus besteht durchgängig eine TP-Verkabelung; im Hörsaalgebäude sowie in Teilen des Außenbereichs ist ein WLAN eingerichtet. Gegenüber dem Sportcampus, in der Ginnheimer Landstraße 40 und 42, befindet sich ein Studentenwohnheim.
Links neben dem Verwaltungsgebäude entsteht ein weiteres Wohngebäude.

## Flüchtlingsunterkünfte
Von September 2015 bis etwa Anfang 2017 konnte das Hallengebäude nicht benutzt werden; zunächst wurden ca. vier Wochen lang das Hörsaalgebäude inklusive Mensa, das Verwaltungsgebäude und das Durchgangsgebäude zur Unterbringung von Asylbewerbern aus nicht-europäischen Kulturkreisen genutzt und anschließend Renovierungsarbeiten an den Hallen durchgeführt. Das Institut für Sportwissenschaften konnte bei der TU Darmstadt nach Absprache üben. Nach September 2015 wurden die Flüchtlinge in eigens errichteten Unterkünften untergebracht, die temporär auf dem westlichen Teil des Campusgeländes errichtet worden waren. Die Unterkünfte werden bis voraussichtlich 2023 genutzt und die Fläche anschließend von der Stadt Frankfurt an die Universität zurückgegeben.

## Bilder des Campus

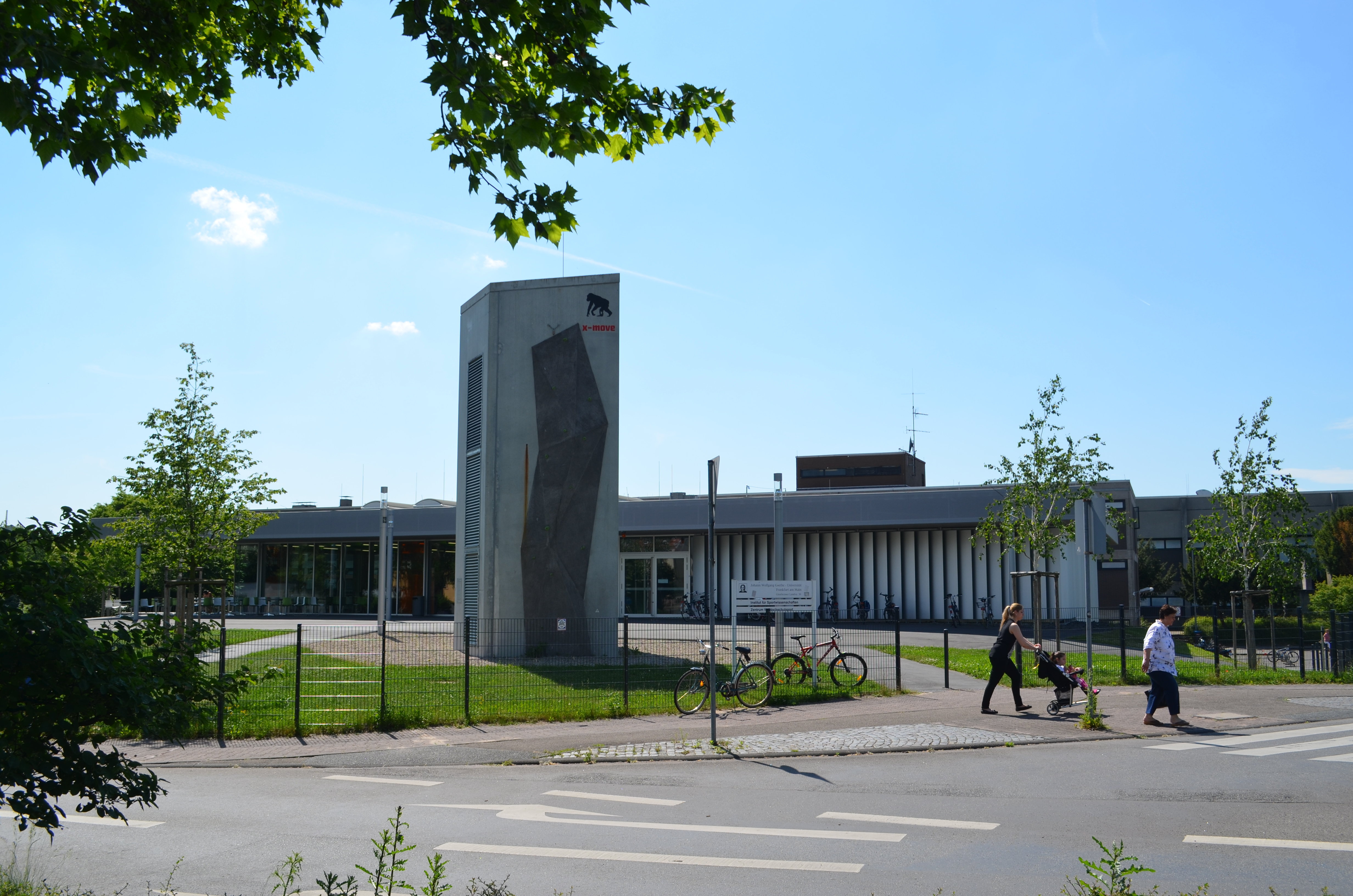
Eingangsbereich
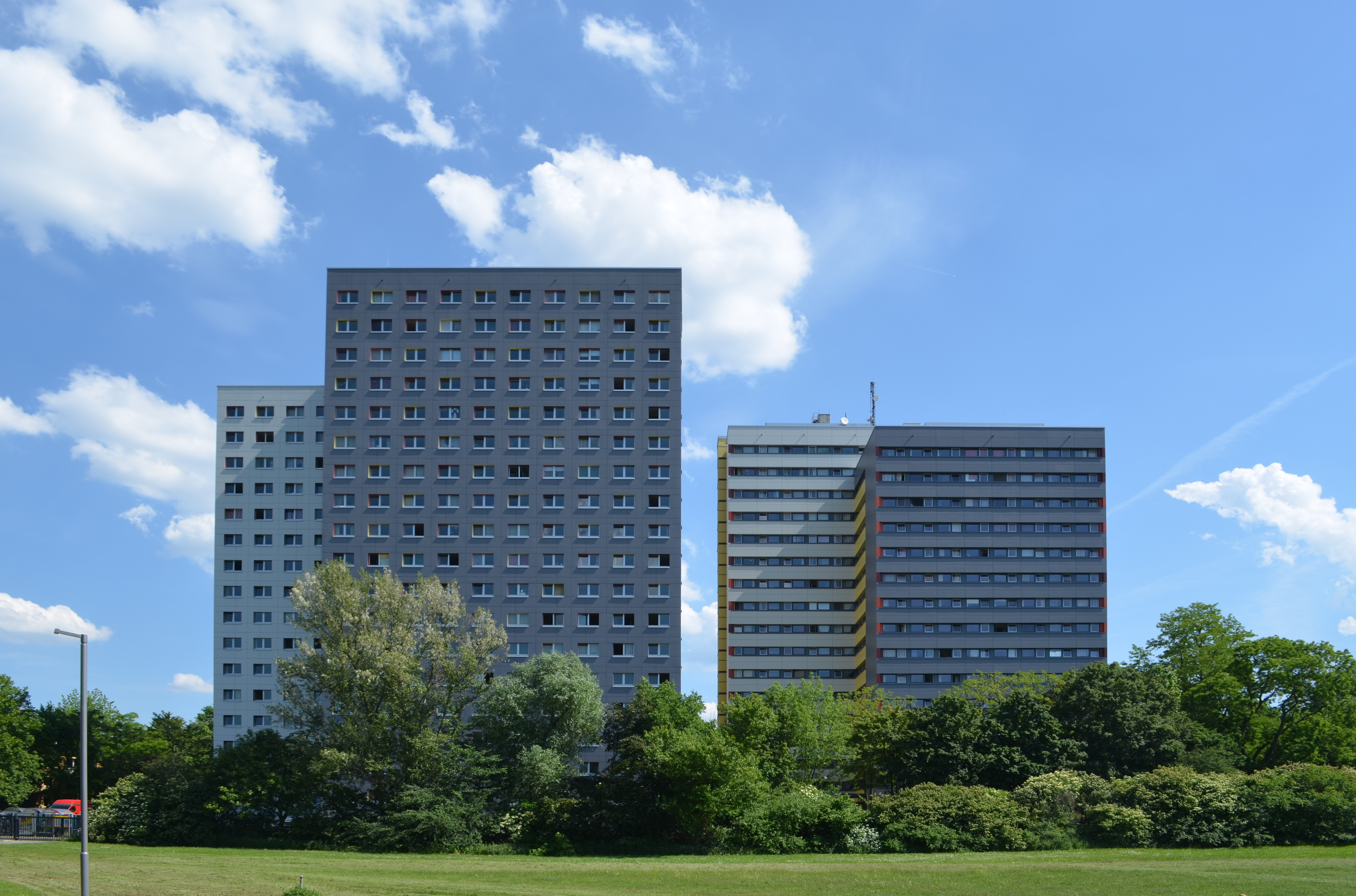
Studentenwohnheime
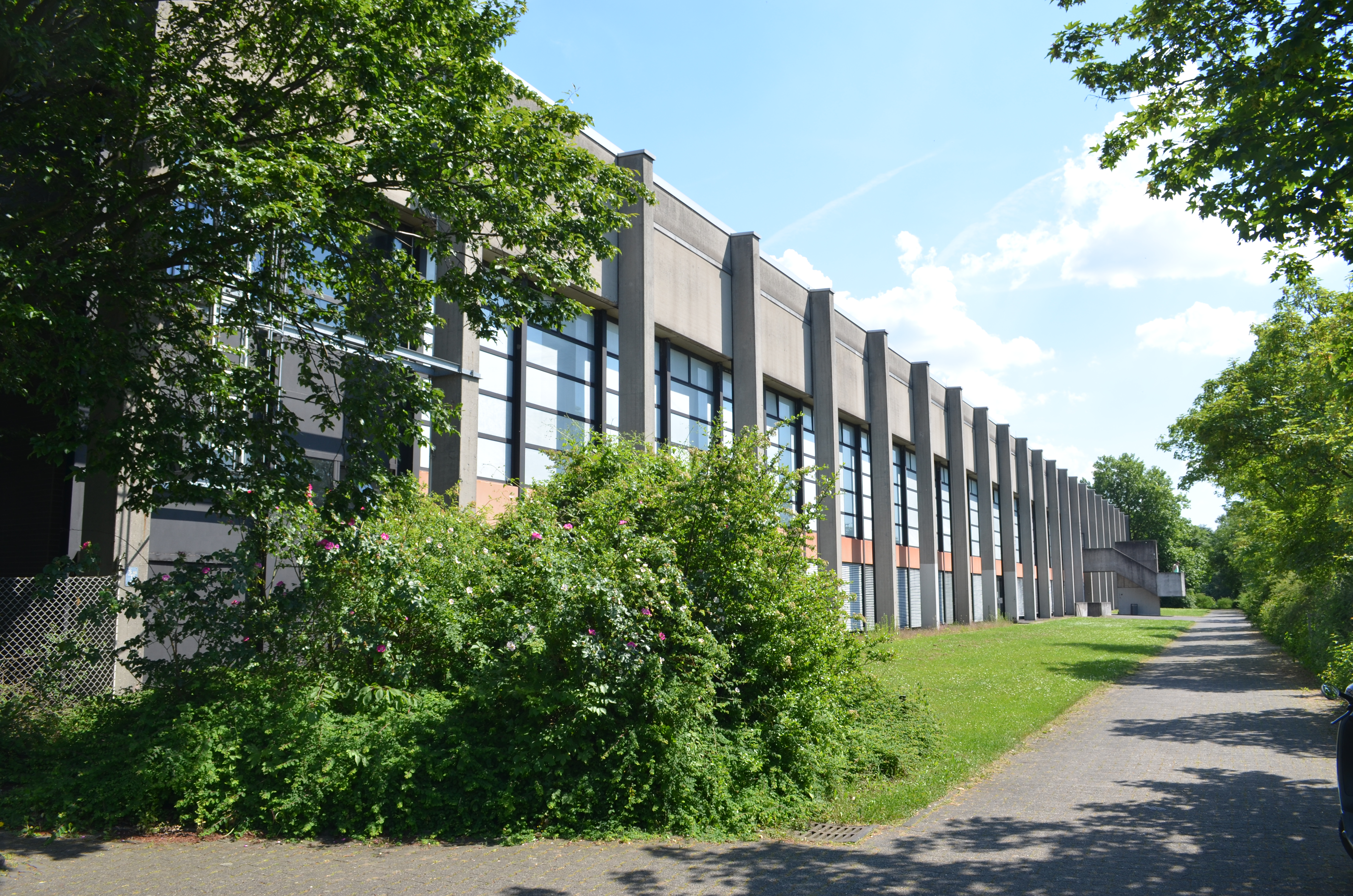
Rückseite Sporthallen
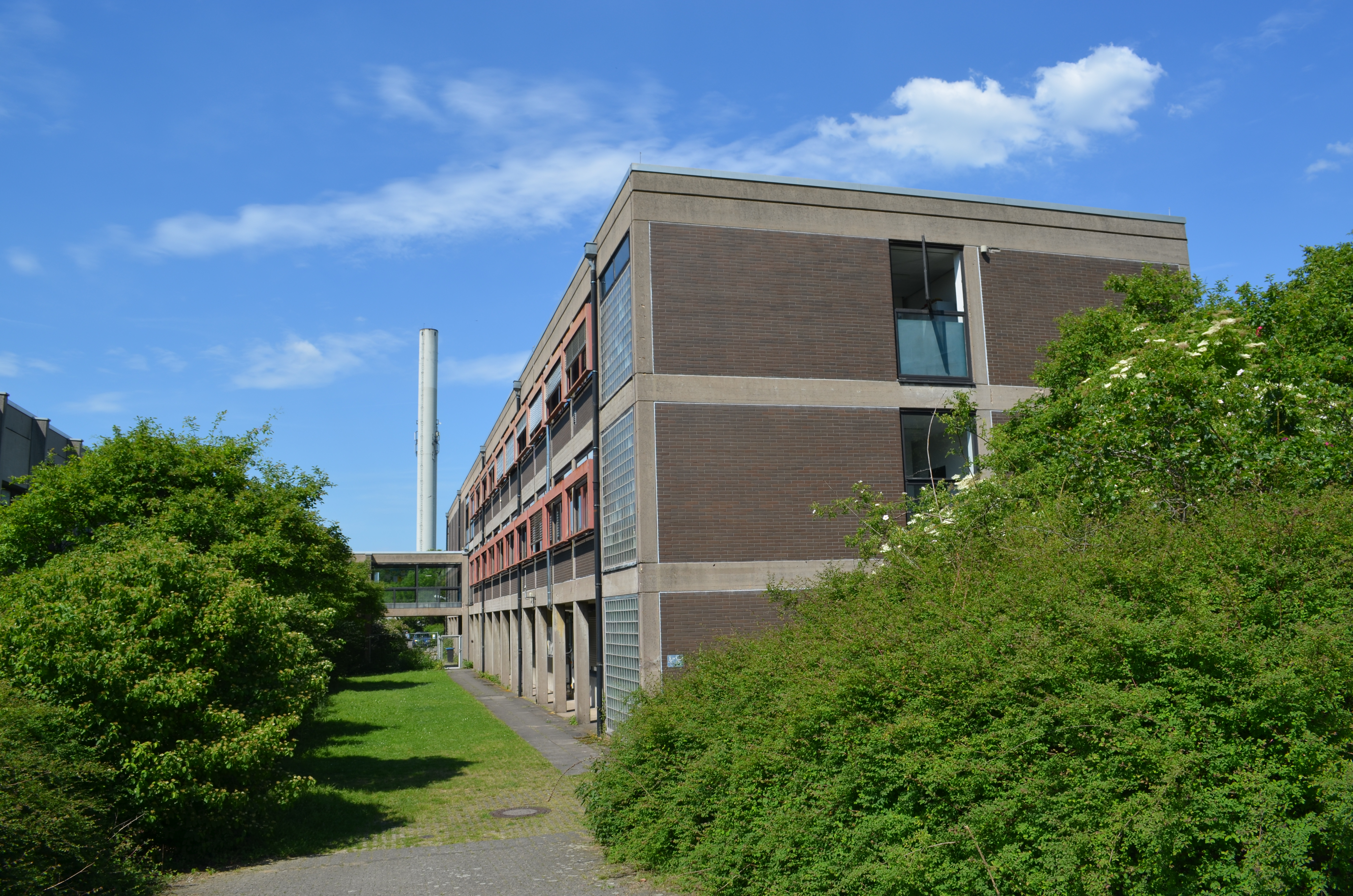
Rückseite Hauptgebäude
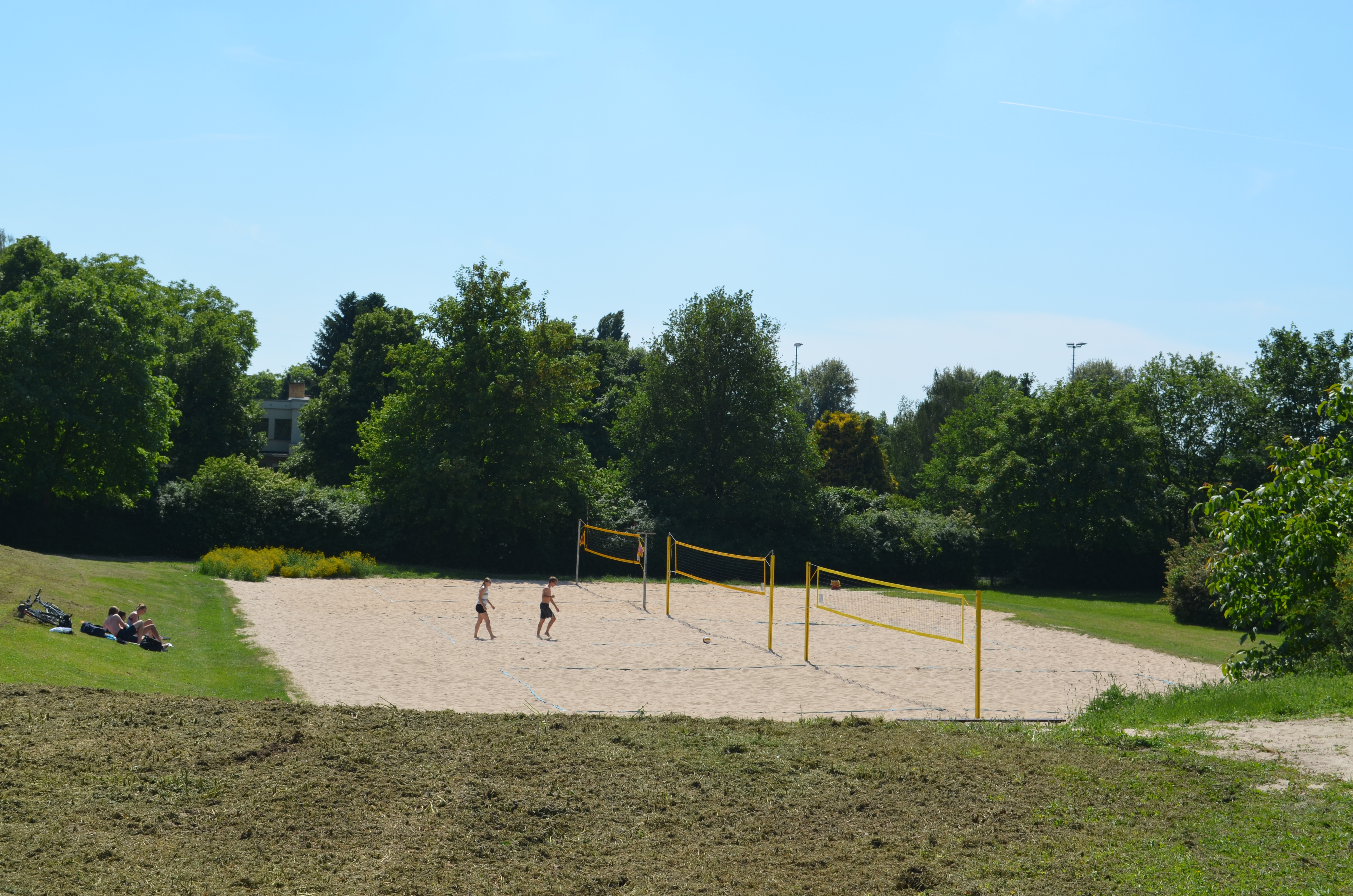
Beachvolleyball
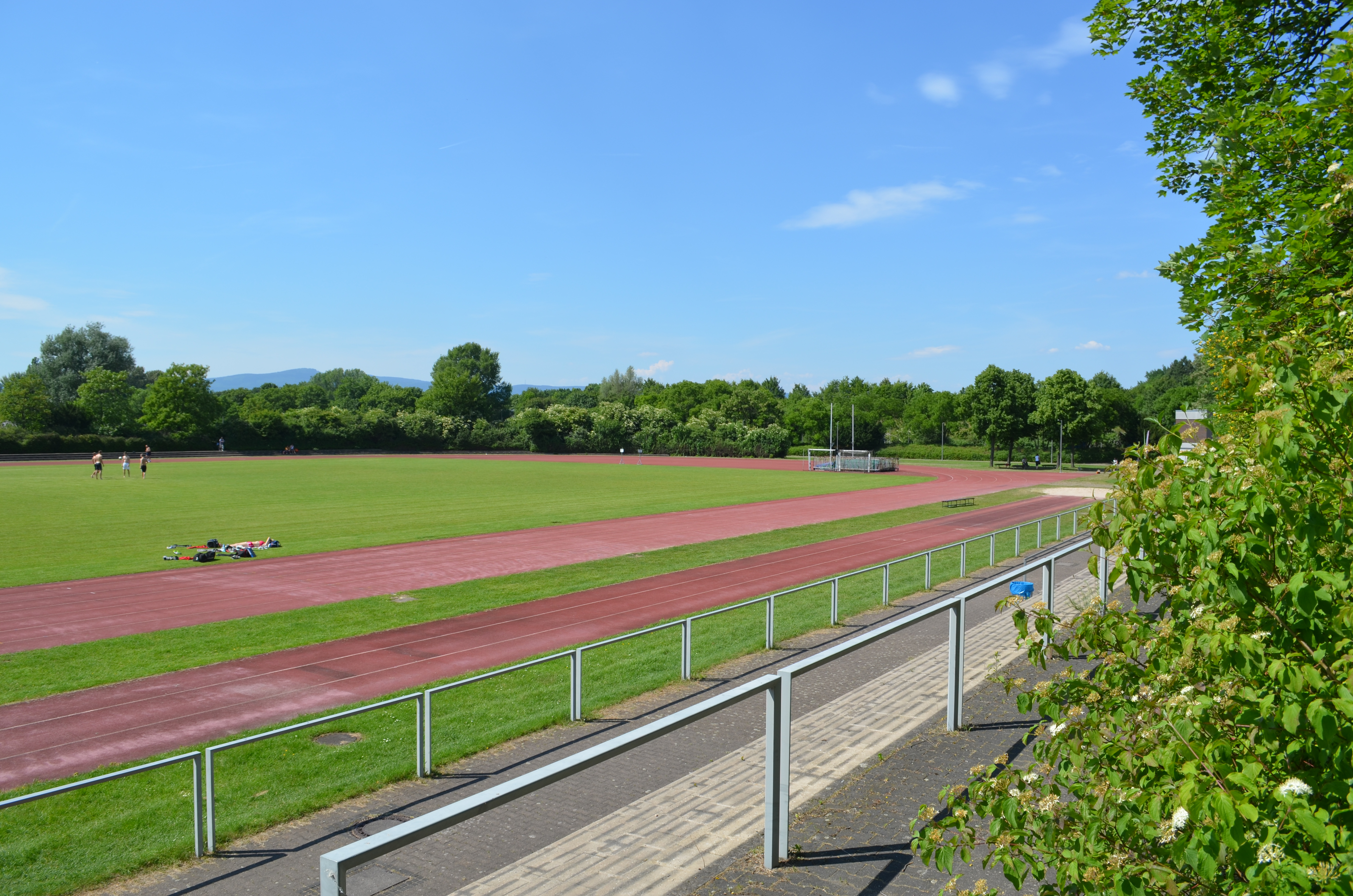
Außenanlagen

## Persönlichkeiten am Sportcampus
Folgende Persönlichkeiten haben hier gelehrt bzw. studiert.

### Ehemalige Dozenten
- Ilse Bechthold (* 18. November 1927 in Bieber, heute Teil von Offenbach am Main, als Ilse Margarete Peters; † 17. Mai 2021 in Frankfurt am Main) war eine deutsche Leichtathletin und Leichtathletikfunktionärin.

### Ehemalige Studenten
- Jürgen Klopp, (* 1967), Fußballtrainer des in der englischen Premier League spielenden FC Liverpool; studierte Diplom-Sportwissenschaften, Diplomthema Walking.